# Arthur Blake
Arthur Charles Blake, (26. ledna 1872, Boston, Massachusetts – 22. října 1944, tamtéž), americký atlet, běžec na středních a dlouhých tratích, účastník 1. letních olympijských her 1896 v Aténách, na nichž získal stříbrnou medaili v běhu na 1500 m.

## Životopis
Arthur Blake vystudoval Harvardovu univerzitu a v atletice závodil za Boston Athletic Association. Byl ale také nadšeným hráčem golfu a jachtařem. Po skončení závodní dráhy se usadil v Dedhamu ve státě Massachusetts a stal se pojišťovacím agentem. Vypráví se, že před první olympiádou vyhrál jakýsi závod na 1000 yardů a sebevědomě prohlásil, že je pro Boston příliš dobrým atletem a že by si troufl uspět na maratónském běhu v Aténách. Odpověď na to přišla vzápětí, když se burzovní makléř Arthur Burnham nabídl financovat účast amerických atletů v Řecku.

## Blake na olympijských hrách 1896
Běh na 1500 m byl na pořadu olympiády 7. dubna 1896 a protože se na start postavilo jen osm závodníků, běželo se přímo finále. Většinu času táhl závodníky za sebou Francouz Albin Lermusiaux, ale chytře běžící Edwin Flack a Arthur Blake ho 100 m před cílem předběhli. Zvítězil Australan Flack, Blake si doběhl v čase 4:33.6 min pro druhé místo, které o řadu let později Mezinárodní olympijský výbor ocenil stříbrnou medailí (v Aténách se ještě medaile neudělovaly).
Maratonský běh byl inspirován legendou o řeckém hrdinovi Feidippidovi, který přinesl do Atén zprávu ze 40 km vzdáleného Marathonu o vítězství řeckých vojsk nad Peršany. 10. dubna se běžel druhý maraton historie, tím prvním byla generálka, jež sloužila jako kvalifikace řeckých borců na olympijský závod. Startovalo se v Marathonu, odkud se vydalo na olympijský stadion v Aténách sedmnáct závodníků. Závod se začal odvíjet jako předchozí patnáctistovka, dopředu vyrazil Lermusiaux, za ním se drželi Flack a Blake. Shodou okolností všichni tři přecenili své síly a ani jeden z nich závod nedokončil. Blake skončil vyčerpáním a horkem na 23. kilometru.